# Roger Machin
Roger Machin (ur. 28 maja 1926 w Montchaninie, zm. 17 stycznia 2021) – francuski sędzia piłkarski.

## Życiorys
Już od najmłodszych lat interesował się piłką nożną. Grał w amatorskich klubach: przed dwa lata w La Chaise Dieu i dziesięć lat w ES Dieulouard. Potem zdecydował się na karierę sędziowską i przeszedł kurs sędziowski w Komitecie Sędzioswkim we Francuskim Związku Piłki Nożnej (JB), w 1948 roku zdał egzamin.
Pierwszy mecz w swojej karierze poprowadził w sezonie 1953/1954 w rozgrywkach Division 2. W 1955 roku został zgłoszony do listy sędziów w rozgrywkach Première Division na sezon 1955/1956, gdzie swój pierwszy mecz prowadził dnia 30 października 1955 roku w 10. kolejce: Stade de Reims – Girondins Bordeaux (3:0). W 1962 roku został sędzią międzynarodowym i zaczął prowadzić mecze w rozgrywkach europejskich, a dnia 22 marca 1967 roku poprowadził na Niedersachsenstadion w Hanowerze swój pierwszy mecz międzypaństwowy, w którym towarzysko grała reprezentacja RFN z reprezentacją Bułgarii.
W dniu 18 maja 1969 roku na Stade Olympique Yves-du-Manoir w Colombes prowadził finałowy mecz Pucharu Francji, w którym grały Olympique Marsylia i Girondins Bordeaux (2:0), a dnia 8 września 1969 roku prowadził na San Siro w Mediolanie pierwszy mecz Pucharu Interkontynentalnego pomiędzy A.C. Milan a Estudiantes La Plata (3:0).
22 kwietnia 1970 roku na Stade de la Meinau w Strasburgu prowadził trzeci mecz półfinałowy Pucharu Zdobywców Pucharów 1969/1970, w którym grały włoska AS Roma i polski Górnik Zabrze. Poprzednie zakończyły się remisami 1:1, 2:2 i w celu wyłonienia finalisty rozegrano trzeci mecz, który również zakończył się po 90 minutach remisem 1:1 (Bramki: AS Roma – Fabio Capello (57 min.), Górnik Zabrze – Włodzimierz Lubański (40 min. – k)), a ponieważ dogrywka i rzuty karne również nie przyniosły rozstrzygnięcia, o awansie zadecydował rzut monetą, w którym udział wzięli kapitanowie obu zespołów: Stanisław Oślizło i Joaquín Peiró, w którym więcej szczęścia miał kapitan Górnika Zabrze i to górnośląski zespół awansował do finału, gdzie dnia 29 kwietnia 1970 roku na Praterstadion w Wiedniu przegrał 1:2 z angielskim Manchesterem City.
W tym samym roku Machin znalazł się w gronie arbitrów mających sędziować mecze mistrzostwach świata w Meksyku. Prowadził na nich mecz grupy C pomiędzy reprezentacją Anglii i reprezentacją Czechosłowacji (1:0) rozegrany dnia 11 czerwca 1970 roku na Estadio Jalisco w Guadalajarze.
Ostatni mecz w Première Division prowadził w sezonie 1974/1975 dnia 3 czerwca 1975 roku w 38. kolejce: Red Star Paris – RC Lens (1:1). Łącznie w Première Division prowadził 263 mecze oraz pokazał 1 czerwoną i 10 żółtych kartek.
Ostatni mecz w swojej karierze poprowadził dnia 2 czerwca 1985 roku na Estadio Azteca w Meksyku w towarzyskim spotkaniu pomiędzy reprezentacją Meksyku a reprezentacją Włoch. Łącznie w karierze sędziowskiej prowadził 514 meczów oraz pokazał 19 żółtych i 8 czerwonych kartek.